# 清州興徳警察署
清州興徳警察署（チョンジュフンドクけいさつしょ）は、忠北地方警察庁所管の警察署である。

## 管轄区域
- 清州市のうち
  - 興徳区
  - 西原区のうち聖化·開新·竹林洞、南二面、賢都面

## 沿革
- 1980年11月3日 - 機動隊庁舎を利用して清州西部警察署として開署。開署に伴い清州警察署から一部の支署を移管。
- 1981年10月6日 - 庁舎が竣工。
- 2004年12月7日 - 現在の庁舎に移転。
- 2006年3月1日 - 清州興徳警察署に改称。
- 2011年5月9日 - 清州清南警察署開署に伴い、南二、賢都、芙蓉派出所を移管。梧倉地区隊を清州上党警察署に移管。
- 2014年7月1日- 南二、賢都派出所を当警察署管轄に戻す。

## 組織
- 警務課
- 生活安全課
- 女性青少年課
- 刑事課
- 捜査課
- 警備交通課
- 情報保安課

## 管轄地区隊
興徳区
- 司倉地区隊
- 江西地区隊
- 福台地区隊

## 管轄派出所
興徳区
- 江内派出所
- 五松派出所
- 玉山派出所

西原区
- 賢都派出所
- 南二派出所

## 管轄治安センター
興徳区
- 社稷治安センター
- 雲泉治安センター
- 福台治安センター
- 佳景治安センター
- 福台2治安センター
- 鳳鳴治安センター
- 松亭治安センター